# 寒川元隣
寒川 元隣（さんがわ もとちか）は、戦国時代から安土桃山時代にかけての武将。讃岐国虎丸城主。

## 略歴
寒川元政の子として誕生。父の死後、家督を継ぎ、居城を昼寝城から虎丸城に移し、昼寝城には弟・光永を入れた。しかし、元亀3年（1572年）に敵対する安富盛定の策略により、主筋の三好長治に虎丸城を譲渡して昼寝城へ退いた。なお、虎丸城には安富盛定、十河存保が城主となり、天正13年（1585年）に廃城となっている。
天正10年（1582年）8月、十河存保に属して長宗我部元親と戦うが中富川の戦いで討死した。死後、家督は子・七郎光永が継いだ。
なお、宇佐神社には、元隣が奉納した太刀「蛇切丸」が残る。